# William Stratton
James Edgar  (1914-2001) est un homme politique américain, membre du Parti républicain et gouverneur de l'État de l'Illinois de 1953 à 1961.